# César Gelabert Piña
César Gelabert Piña (nascut el 31 d'octubre de 2000) és un futbolista castellanolleonès que juga com a migcampista ofensiu a l'Sporting de Gijón, cedit pel Toulouse FC.

## Carrera de club
Nascut a Palència, Castella i Lleó, Gelabert es va incorporar a La Fábrica del Reial Madrid el 2015, procedent de l'Hèrcules CF. Va debutar com a sènior amb el filial el 25 de febrer de 2018 amb només 17 anys, i va entrar com a substitut tardà en una victòria a casa per 3-0 contra el Pontevedra CF en partit de de Segona Divisió B.
Gelabert va ascendir definitivament al Reial Madrid Castella el juny del 2018, però va patir una al genoll que el va mantenir apartat durant la major part de la temporada. Després de superar una altra lesió posterior, va marcar el seu primer gol sènior el 3 de novembre de 2019, marcant el primer del Castilla en una derrota per 2-4 fora de casa contra l'Sporting de Gijón B.
Després de despertar l'interès de diversos clubs d'Europa durant l'estiu del 2020, Gelabert va optar per quedar-se, però no va poder establir-se com a titular habitual durant la campanya.El 5 d'agost de 2021, va signar un contracte de dos anys amb el CD Mirandés de Segona Divisió.
Gelabert va debutar professionalment el 16 d'agost de 2021, com a titular, en un empat 0-0 fora de casa contra el Málaga CF.
El gener de 2022, Gelabert va patir una lesió de genoll que el va deixar apartat de l'equip durant la resta de la temporada. Després de tornar a l'acció a l'agost, va marcar el seu primer gol com a professional el 2 de novembre, el guanyador en un 1-0 a casa davant el CD Tenerife.

### Toulouse
El 6 de juny de 2023, el Toulouse FC de la Ligue 1 va anunciar el fitxatge de Gelabert amb un contracte de quatre anys.

## Carrera internacional
Gelabert va representar Espanya a nivell sub-17 al Campionat d'Europa sub-17 de la UEFA de 2017 i a les seleccions de la Copa del Món Sub-17 de la FIFA 2017, guanyant l'anterior competició. Inicialment convocat amb els sub-19 per al Campionat d'Europa sub-19 de la UEFA 2019, es va veure obligat a perdre's la competició a causa d'una fractura de clavícula.